# Esperanza Gómez
Esperanza Gómez Silva (Belalcázar, 18 de mayo de 1980) es una modelo de glamour, actriz pornográfica, empresaria y diseñadora colombiana.

## Biografía
Esperanza Gómez nació y se crio en Belalcazar, un municipio en el departamento colombiano de Caldas. Cuando era niña, soñaba con ser modelo e inicialmente quiso estudiar agronomía en la universidad, pero cambió a la medicina veterinaria por prejuicios sociales de que era una carrera para "gente pobre y sucia". Sin embargo esta última carrera tampoco la terminaría por su temor a sacrificar a un animal, requisito que tendría que cumplir.
La carrera de modelo de Esperanza comenzó a los 12 años. A los 16 apareció en campañas de ropa interior. En 2006, Gómez ganó Miss Playboy TV Colombia, ganando así el derecho de representar a su país en la edición internacional del concurso. Tres años más tarde, en 2009, hizo su debut en el porno. Ese mismo año, Gómez apareció en la portada de la edición de noviembre de la revista colombiana Soho, donde confiesa que siempre fue de su interés ser una actriz porno.
En 2015 estuvo como actriz en el sencillo "Dime que si", del también artista colombiano Cash.

### Actriz porno
Desde 2009 inicia su carrera como actriz porno a la edad de 29 años con la película South Beach Cruisin' 3, con dirección de Josh Stone.
Afirma ser una de las primeras actrices porno que no le tiene temor a lo que digan de ella, y que por eso no usa seudónimo sino que usa su nombre propio en las películas. Esperanza reveló que desde los 13 años sentía interés por este tipo de películas.
En noviembre de 2009 apareció en la revista colombiana para hombres Soho.
A finales de 2014 participó en la presentación de los Premios Shock.

## Filmografía

### 2009
- Justin Slayer - Josh Stone's South Beach Cruisin 3
- BangBros - Ass Parade - Spanish Diosa
- BangBros - Ass Parade - Esperanza Gómez's Back
- BangBros - Facial Fest - Viva Colombia
- BangBros - Backroom Milf - Colombian Goddess
- Cuban Kings  - El Bombón de Colombia
- Naughty America - Latin Adultery - Married Woman
- Naughty America - My Wife's Hot Friend - Esperanza Gómez y Sébastien Lacoste
- Justin Slayer - Josh Stone’s Confessions Over Cocktales #2 (Dos Escenas Realizadas)
- Brazzers - Bellezas Salvajes - Esperanza Gomez & Karlo Karerra

### 2010
- Justin Slayer – Love Kara Tai 2
- Naughty America - My Dad's Hot Girlfriend - Esperanza Gómez y Anthony Rosano
- Naughty America - My Wife's Hot Friend - Esperanza Gómez y Mark Wood
- Naughty America - My Wife's Hot Friend - Esperanza Gómez y Christian
- Naughty America - Latin Adultery - Esperanza Gómez y Anthony Rosano
- Naughty America - My First Sex Teacher - Esperanza Gómez y Chris Jhonson
- Naughty America - I Have a Wife - Esperanza Gómez y Mark Wood
- Naughty America - My Dad's Hot Girlfriend - Esperanza Gómez y Chris Jhonson
- Justin Slayer   - Josh Stone’s South Beach Cruisin’ 5
- Naughty America - Latin Adultery - Esperanza Gómez y Christian

### 2011
- Naughty America
- American Daydreams - Esperanza Gómez y Johnny Sins
- Tonight's Girlfriend - Esperanza Gómez y Vanilla
- Naughty America - Latin Adultery - Esperanza Gómez y Bill Bailey

### 2012
- Brazzers - Deep Tissue Orgasm - Esperanza Gomez y Karlo Karerra
- Brazzers - Story of a Call Girl - Esperanza Gomez y Keiran Lee

### 2013
- Brazzers - Wide Open House - Esperanza Gomez y Karlo Karerra
- Brazzers - Hola Neighbor - Esperanza Gomez y Keiran Lee

### 2014
- Brazzers - The Crossing - Esperanza Gomez y Danny D
- Brazzers - Once Upon a Time in Argentina - Esperanza Gomez y Danny D

### 2015
- Brazzers - Tackle Titball - Esperanza Gomez y Karlo Karerra
- Brazzers - Danny D Is Willing To Die - Esperanza Gomez y Danny D
- Brazzers - Cock-Crazed Cougar In The Club - Esperanza Gomez y Chiky

### 2022
- Brazzers - Esperanza's Wet Return - Esperanza Gomez y Manuel Ferrara

### 2023
- Brazzers - Honey, Where Are My Handcuffs? - Esperanza Gomez, Hailey Rose y Bruce Ventura